# Talsperre Kelbra
Die Talsperre Kelbra, hinter der sich der auch Hochwasserrückhaltebecken Kelbra genannte Stausee Kelbra befindet, ist eine von 1962 bis 1966 errichtete Talsperre an der Helme in Sachsen-Anhalt (Landkreis Mansfeld-Südharz). Ihr mit Kleinteilen auch in Thüringen (Landkreis Nordhausen und Kyffhäuserkreis) gelegener/s Stausee/Hochwasserrückhaltebecken ist etwa 6 km² groß.

## Geographische Lage
Die Stauanlage der Talsperre Kelbra liegt am Nordwestende des Kyffhäuser-Gebirges zwischen Auleben im Westen, Görsbach im Nordwesten und Badra im Südwesten (alle in Thüringen) sowie Bösenrode im Norden, Berga im Nordosten und Kelbra im Osten (alle in Sachsen-Anhalt). Er befindet sich in der zwischen Nordhausen (Thüringen) im Westen und Sangerhausen (Sachsen-Anhalt) im Osten gelegenen Goldenen Aue. Ihr Staudamm staut das Wasser der Helme auf, die im Nordwesten in den Stausee einfließt und ihn im Nordosten verlässt. Ein Teil des Helmewassers wird im Norden künstlich um den Stausee herumgeführt (Umflut) und in die Thyra geleitet, die kurz danach in die Helme mündet. Rund 1 km südsüdöstlich des Helmeausflusses wird der Stausee zusätzlich durch einen Solgraben entwässert. Nahe dem Südufer des Stausees/Hochwasserrückhaltebeckens befindet sich am Nordfuß des Kyffhäusergebirges die Numburghöhle.

## Zweck
Die Talsperre Kelbra wurde gemeinsam mit dem kurz oberhalb (hinter der Straße L2079) befindlichen Rückhaltebecken errichtet. Gemeinsam dienen sie dem Schutz vor Überschwemmungen, der Stausee allein der Bewässerung, der Fischerei und der Erholung. Der See und das Rückhaltgebiet Gebiet bilden seit 1978 das Ramsar-Schutzgebiet 176 Helmestausee Berga-Kelbra, mit einer Größe von 14,53 km², welches sich im Südwesten mit dem zusammengefassten Natura-2000-Gebiet Kyffhäuser – Badraer Schweiz – Solwiesen (ID 4632-302) überlappt. Stausee und Hochwasserrückhaltebecken werden gemeinsam und kooperativ von der Thüringer Fernwasserversorgung und dem Talsperrenbetrieb von Sachsen-Anhalt gesteuert.

## Talsperre
Der Hauptdamm der Talsperre Kelbra befindet sich in Sachsen-Anhalt südlich von Berga und westlich von Kelbra und der Nebendamm östlich von Auleben und südwestlich von Berga; letzterer reicht an seinem Südwestende bis nach Thüringen. Beide Staudämme bestehen aus Erde und Kies und bindigen Erdstoffen. Sie haben eine geneigte Innendichtung aus Lehm an der Wasserseite. Die Krone des über der Gründungssohle 12,7 m hohen Hauptdamms ist 4066 m lang und über der Talsohle 7 m hoch; der dazu im Norden spitzwinklig verlaufende Nebendamm ist 3379 m lang.

## Stausee
Der Stausee Kelbra liegt an der Helme hinter der Talsperre Kelbra am Nordwestfuß des Kyffhäuser-Gebirges. Er breitet sich in der Goldenen Aue überwiegend im sachsen-anhaltischen Landkreis Mansfeld-Südharz aus. Kleine Stauseeteile im Südwesten und Süden, die sich an der Nahtlinie von Kyffhäuserkreis und Landkreis Nordhausen befinden, liegen in Thüringen.
Für die Stauanlage war zunächst nur ein grünes – also normalerweise trockenliegendes – Hochwasserrückhaltebecken geplant. Es wurde dann aber ein Hauptdamm gebaut, um einen ständigen Stausee zu schaffen, und ein Nebendamm, um ein Becken zu erhalten, das im Hochwasserfall die Massen des Helmeflusssystems aufnimmt. Somit gibt es jetzt zwei nebeneinander liegende Becken, wovon das untere im Dauerstau – also als ständiger Stausee – bei einem Pegel des Sees auf 155,25 m ü. NHN 12,3 Mio. m³ Stauraum und etwa 6 km² Fläche aufweist; maximal ist es 5,5 m tief und 3,8 km lang. Das obere Becken, das west- bis nordwestlich oberhalb des Nebendamms liegt und sich an das westliche und nordwestliche Ufer als Acker- und Weidefläche anschließt, wird nur im Hochwasserfall eingestaut. Zusammen weisen beide Becken 35,6 Mio. m³ Stauraum auf, wovon 23 Mio. m³ als Hochwasserschutzraum dienen.
Nach dem vollendeten Probestau, der bis 1969 dauerte, wurde die Stauanlage offiziell in Betrieb genommen.
Auf dem Stausee, der weitgehend für touristische Zwecke nutzbar ist, gibt es Möglichkeiten zum Segeln und Windsurfen, einen Textil- und FKK-Badestrand, Campingplatz, Bootsverleih, eine Wasserrutsche und nahe dem Stausee diverse Gaststätten und andere Einrichtungen.

## International bedeutsame Vogelwelt
Von internationaler Bedeutung ist der Stausee aufgrund seiner Vogelvielfalt, die hinsichtlich Arten- als auch Individuenzahl die Besiedlung vergleichbarer Gewässer übertrifft. So sind hier zuverlässig Enten (z. B. Stock-, Krick-, Tafelente), Watvögel (Kiebitz, Bekassine, Rotschenkel, Großer Brachvogel), Taucher (Hauben-, Zwerg-, Schwarzhalstaucher), Rallen (Wasserralle, Blässhuhn), Höckerschwan, Lachmöwe und Dommeln (Zwergrohr- und Große Rohrdommel) zu beobachten. Aber auch Seeadler, Fischadler, Wanderfalken und Kormorane sind hier anzutreffen. Besonders beeindruckend ist die Vogelvielfalt während des Vogelzuges, bei dem am Stausee bis zu 17.000 Kraniche rasten und große Lerchen- und Finkenschwärme durchziehen. Seit dem Jahr 1978 steht der Stausee als international bedeutsames Rückzugsgebiet für Vögel unter Schutz der Ramsar-Konvention.